# Sodome et Gomorrhe
« Sodome » redirige ici. Pour les autres significations, voir Sodome (homonymie).
Pour les articles homonymes, voir Sodome et Gomorrhe (homonymie).

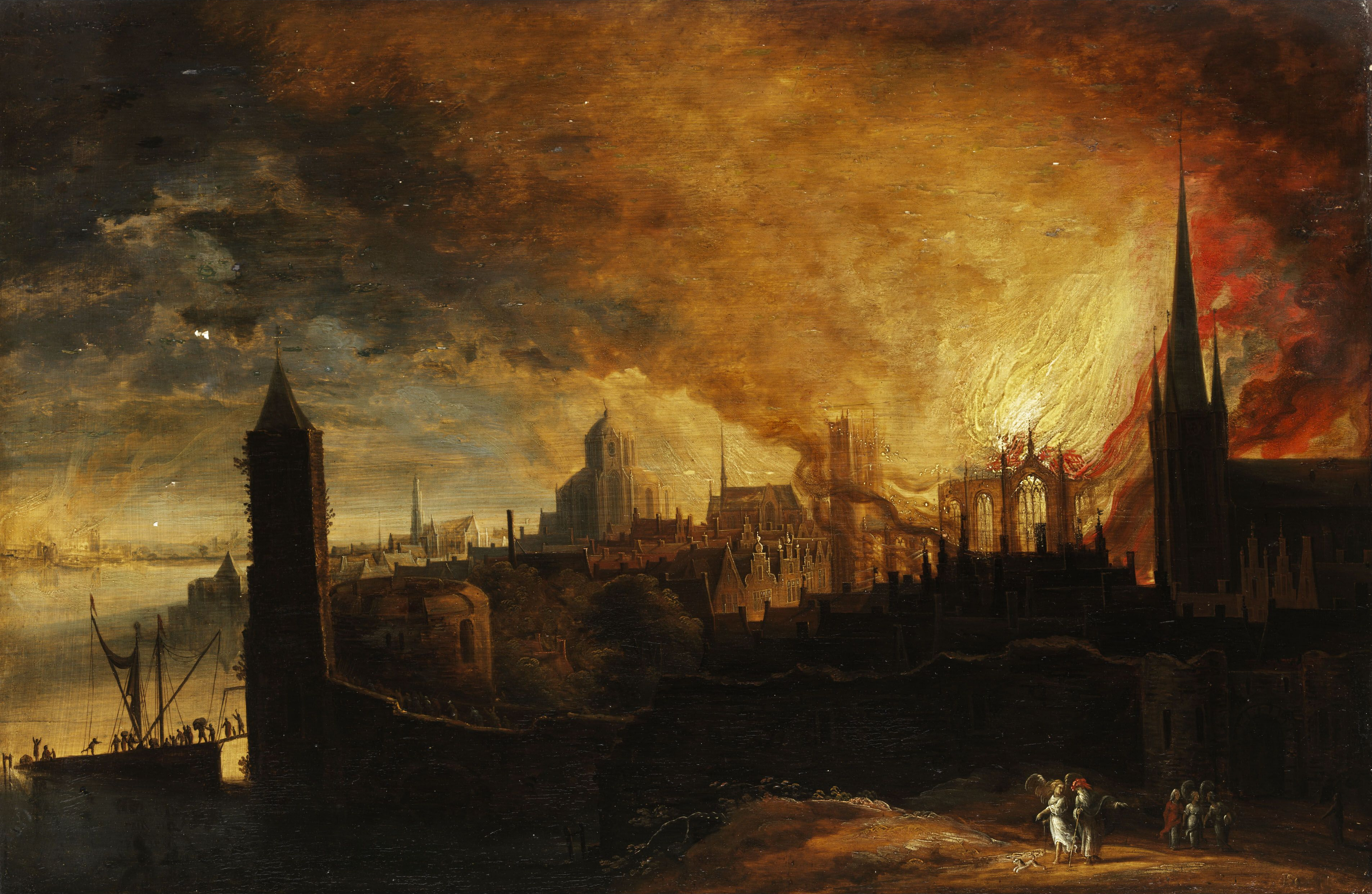
Lot et ses filles fuient Sodome en feu avec l'ange de Daniel van Heil, ca. 1650.

Sodome et Gomorrhe (en hébreu סְדוֹם ועֲמֹרָה / Səḏōm w ʿĂmōrāh) sont des villes mentionnées dans la Bible. La tradition biblique les situe au sud de la mer Morte, dans l'actuelle Jordanie, mais leur localisation reste incertaine.
D'après le récit biblique, Sodome où réside Loth, parent d'Abraham, et la ville voisine de Gomorrhe sont détruites par le soufre et le feu, victimes de la colère divine, pour des péchés dont la nature est débattue — les commentateurs évoquent l'orgueil, l'inhospitalité, l'abus sexuel ou encore l'homosexualité — épargnant toutefois Loth et les siens. Le Coran évoque la destruction de la « cité de Loth » et des « villes renversées » sans nommer celles-ci.
Au IVe siècle, Augustin d'Hippone est le premier auteur chrétien à associer le crime des habitants de Sodome à l'homosexualité. Depuis qu'une loi de l'empereur byzantin Justinien Ier datée de 543 évoque explicitement cet épisode, il a été régulièrement utilisé pour justifier la répression de l'homosexualité ou d'autres types de rapports sexuels à visée non reproductive.
Diverses hypothèses ont été avancées pour localiser les deux villes et expliquer leur destruction.

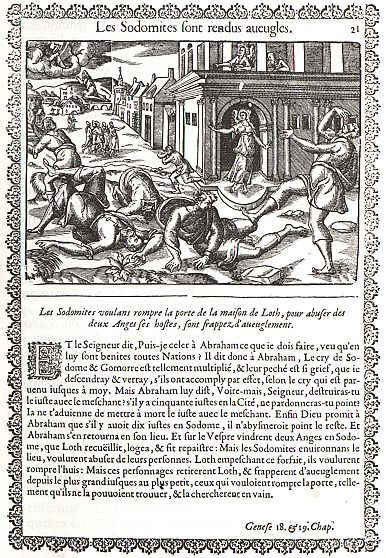
La destruction de Sodome,
Bible française du XVIIe siècle.

## Récit biblique
Le récit fait partie de la Genèse : Dieu, alerté par « le cri contre Sodome », dont le « péché est énorme », est résolu à détruire la ville pour punir ses habitants (Genèse 18:20-21). Il envoie alors deux anges vérifier si le « péché » est avéré. Ces anges arrivent à Sodome et Loth, le neveu ou le frère d'Abram, les invite à loger chez lui. Tous les hommes de la ville entourent la maison de Loth en demandant qu'il leur livre les deux étrangers pour qu'ils les « connaissent » (Genèse 19:5). Dans ce passage, les habitants de Sodome disent à Loth : « Où sont les hommes qui sont venus chez toi cette nuit ? Amène-les nous pour que nous les connaissions. » (yada’ en hébreu). Loth propose ses deux filles vierges en échange mais les habitants refusent.
Convaincu de leur crime, Dieu détruit la ville par « le soufre et le feu » en même temps que la cité voisine de Gomorrhe qui apparaît dans le texte sans autre précision, réunie avec Sodome dans un sort que connaissent en définitive la plupart des villes aux alentours de la mer Morte :

« Le soleil se levait sur la terre quand Loth entra dans le Tsoar. Alors l'Éternel fit tomber sur Sodome et sur Gomorrhe une pluie de soufre et de feu ; ce fut l'Éternel lui-même qui envoya du ciel ce fléau. Il détruisit ces villes et toute la plaine, et tous les habitants de ces villes. La femme de Loth regarda en arrière, et elle devint une statue de sel. Abraham se leva de bon matin et se rendit à l'endroit où il s'était tenu en présence de l'Éternel. De là, il tourna ses regards du côté de Sodome et de Gomorrhe et vers toute l'étendue de la plaine ; et il vit monter de la terre une fumée, semblable à la fumée d'une fournaise. »

D'autres passages ainsi que des sources non bibliques évoquent la destruction, en plus de Sodome et Gomorrhe, des cités pécheresses d'Admah et Zéboïm. Seule la cinquième ville de la vallée de Siddim, Zoar, où Loth et ses filles ont trouvé refuge, est épargnée. Ces cinq cités sont communément désignées dans la Bible sous le terme des « villes de la Plaine ». Une guerre est mentionnée (Genèse, 14) au cours de laquelle les rois des cinq villes de la vallée de Siddim sont alliés, et font face aux quatre rois d’Élam, de Goyim, de Shinar et d'Ellasar.

### Les péchés de Sodome
Bien que la nature exacte du « péché de Sodome » ne soit jamais précisée dans le récit de la Genèse, l'épisode de Sodome et Gomorrhe a donné lieu à nombre d'interprétations, souvent controversées, assimilant le « péché de Sodome » à l'orgueil humain, à l'inhospitalité et à la violence ou encore à la débauche sexuelle voire particulièrement à l'homosexualité.

#### Orgueil et égoïsme

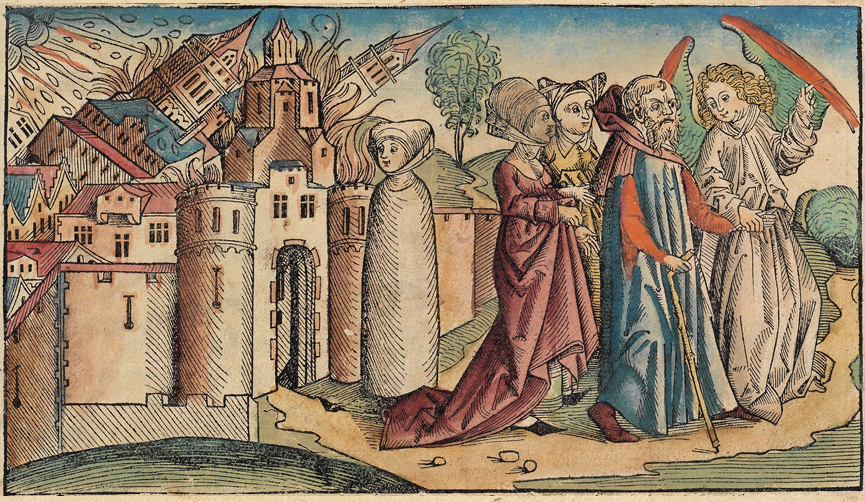
Loth fuit Sodome avec l'ange et ses deux filles, tandis que son épouse est transformée en statue de sel. Gravure sur bois issue de la Chronique de Nuremberg (1432).

Les textes prophétiques, comme le Livre d'Ézéchiel, chapitre 16, verset 49, expliquent que Sodome a été détruite en raison de son orgueil, son insouciance et de ne pas avoir secouru les pauvres et les malheureux.
« Or, voici quel a été le crime de Sodome, ta sœur : l'orgueil d'être bien repue et d'avoir toutes ses aises s'est trouvé en elle et en ses filles, et elle n'a pas soutenu la main du pauvre et du nécessiteux. Elles ont été hautaines, elles ont commis des abominations devant moi, et je les ai supprimées quand j'ai vu cela ».
Selon nombre d'exégètes contemporains, l'objet initial du texte est de condamner la transgression des traditions de l'hospitalité, qui est une valeur fondamentale des civilisations antiques, une des vertus par excellence dont l'inobservation constitue une faute particulièrement grave. L'idée de la punition de toute une ville par un déluge est un thème de la mythologie antique attesté. Dans le récit mythologique de Philémon et Baucis relaté par Ovide : Zeus et Hermès se présentent déguisés dans une ville dont les citoyens les rejettent ; la ville est alors punie par une inondation, à l'exception de Philémon et Baucis qui les ont accueillis. On trouve un épisode semblable dans le Livre des Juges, 19-20. Dans le chapitre 10 de l'Évangile selon Matthieu ainsi que dans un passage parallèle dans l'évangile selon Luc, Sodome et Gomorrhe sont décrites comme des villes inhospitalières en général et dans le onzième chapitre de Matthieu, la destruction de Sodome est évoquée dans un passage relatif à Capharnaüm pour rappeler ce qui arrive à ceux qui se rebellent contre Dieu.

#### Abus sexuel et homosexualité

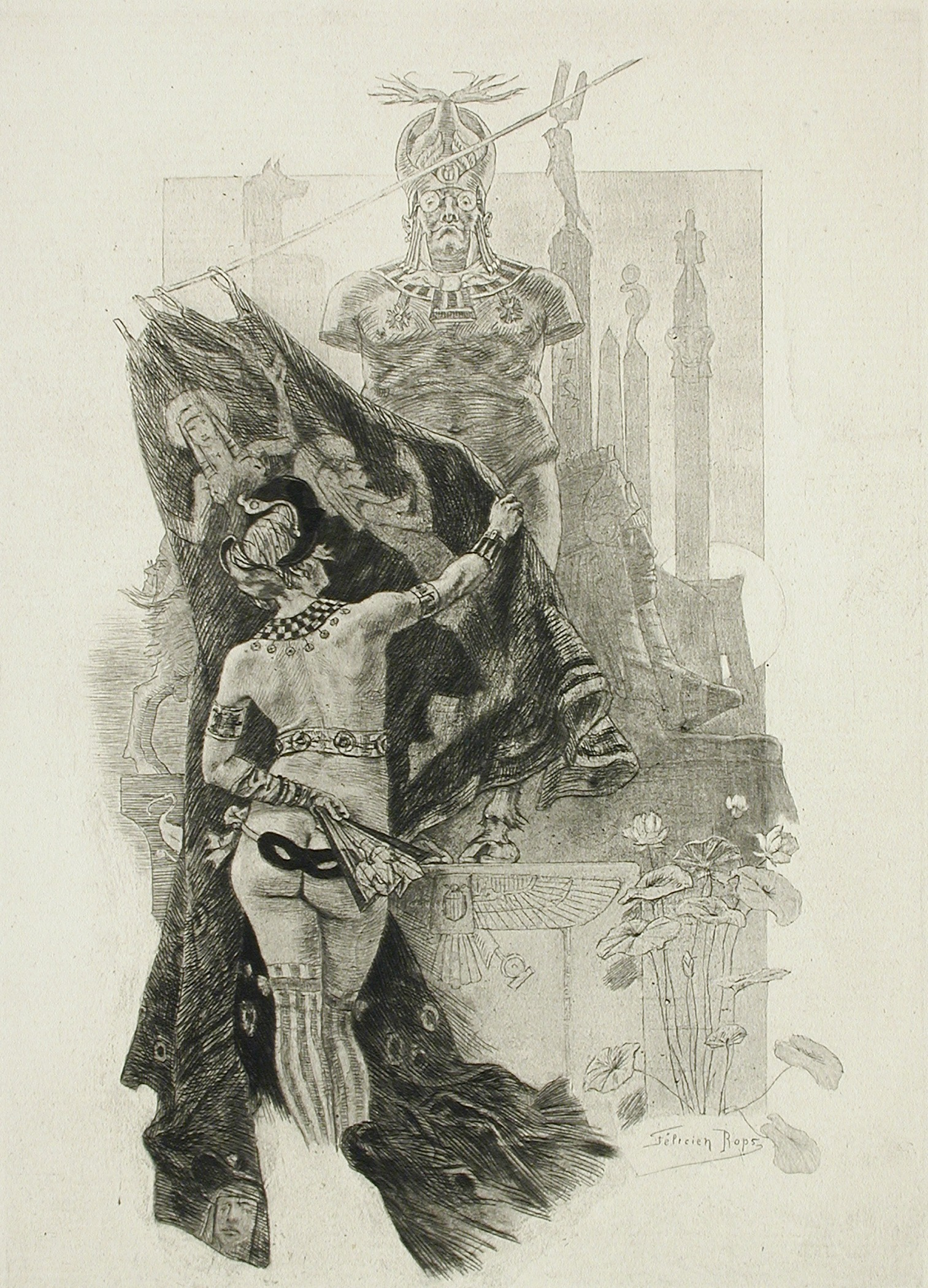
La Pudeur de Sodome par Félicien Rops, 1888.

Pour bon nombre d'interprètes également, le comportement licencieux des hommes de la ville qui demandent à « connaître » deux visiteurs de Loth — envoyés par Dieu pour détruire la ville et dont les habitants ignorent la nature angélique — semble relater une tentative d'abus sexuel ,. De nombreuses discussions ont néanmoins porté sur le sens de la demande des habitants de Sodome, qui pourraient résulter d'une mauvaise lecture du passage. Le terme traduit par le mot « connaître » en français a pour racine yāda’ qui signifie « connaître », « savoir ». Il constitue parfois un euphémisme pour « rapport sexuel » mais cela concerne généralement les rapports hétérosexuels. Dans le cas d'un rapport homosexuel, d'autres occurrences bibliques utilisent le verbe sakan qui signifie « coucher ».
Certains exégètes expliquent donc que le terme yada’ signifie « faire connaissance avec » dans le sens d'une demande de l'identité de voyageurs qui, arrivés le soir chez un étranger habitant en ville, n'aurait pas été vérifiée à l'entrée de la ville. La réaction de Loth, qui semble choqué de la demande, laisse penser qu'il s'agit d'une demande d'ordre sexuel, n'impliquant pas nécessairement l'homosexualité : celui-ci répond à la demande des habitants de la ville — dont font partie les « gendres » de Loth — par la proposition de leur offrir ses propres filles — dans un passage auquel répond un passage ultérieur où ce sont les filles qui utiliseront leur père dans un récit incestueux — ce qui remet en question cette supposée homosexualité, de la même manière qu'il est douteux que tous les habitants de la ville, y compris les gendres de Loth, aient pu être homosexuels. Le crime des habitants de Sodome semble donc s'apparenter au crime grave pour l'Antiquité du déni des lois de l'hospitalité à travers l'agression sexuelle motivée par l'agressivité, l'orgueil et l'inhospitalité de Sodome.

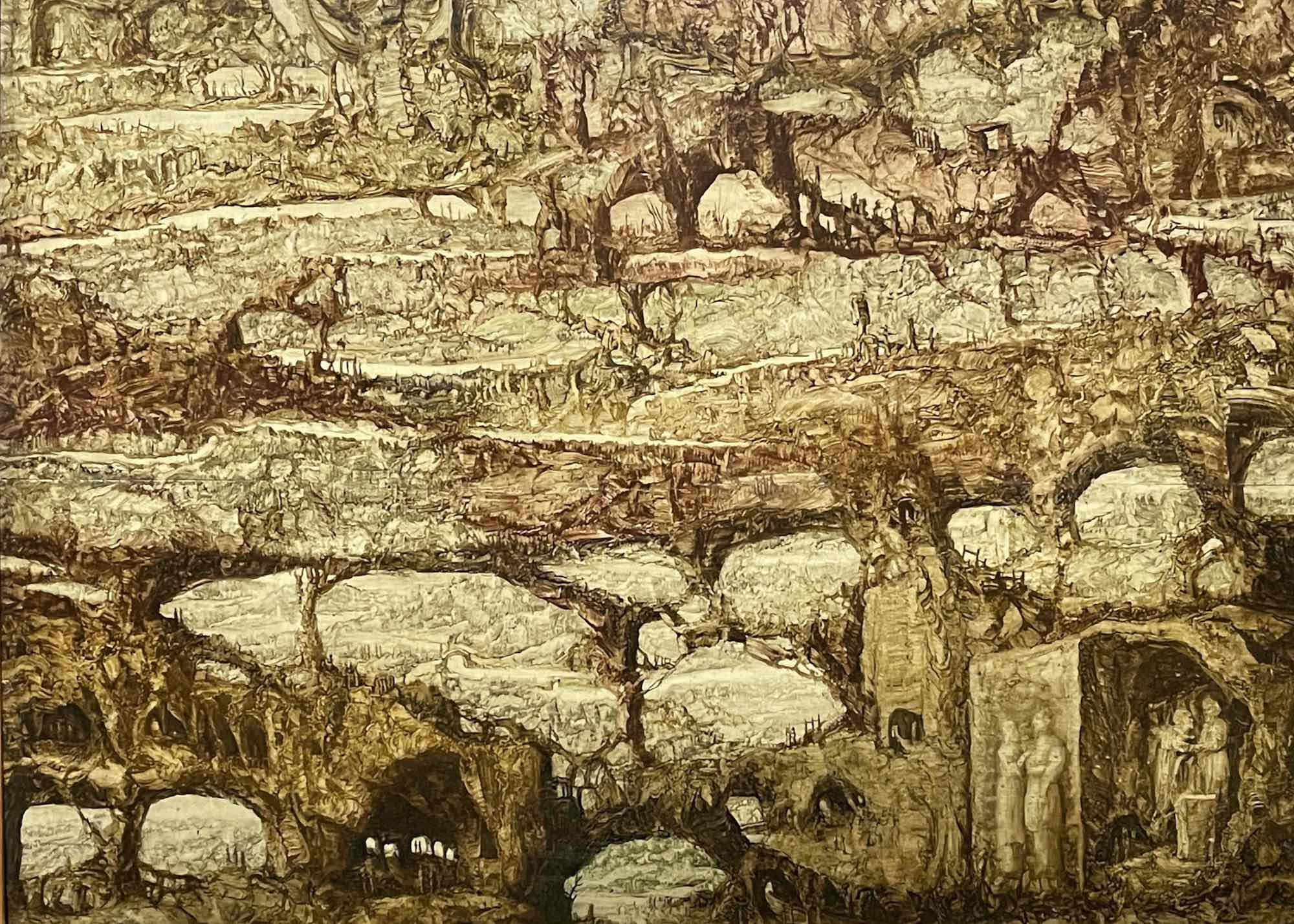
Destruction de Sodome et Gomorrhe par Matthieu Dubus.

L'interprétation du passage comme une demande de rapports homosexuels semble apparaître aux IIIe et IIe siècles av. J.-C., dans des textes qui ont peut-être été motivés par la rencontre de la culture juive avec la civilisation grecque qui vouait un culte aux éphèbes, à la nudité et à la pédérastie. Elle apparaît d'abord dans le Livre des jubilés, les Testaments des douze patriarches et le Testament de Nephtali ou le Testament de Lévi même si les allusions restent discrètes. Les premières assimilations explicites du crime de Sodome à l'homosexualité apparaissent chez Philon d'Alexandrie vers l'an 24 puis, vers l'an 96, chez Flavius Josèphe, bien que ce dernier mentionne le mépris pour les pauvres et les étrangers comme cause principale de la destruction.
Dans un premier temps, l'homosexualité passive est principalement visée et condamnée, étant considérée dans l'Antiquité comme une faiblesse. Cette confusion de rôles est proscrite dans le Lévitique. Au Ier siècle, dans le texte De Ebrietate, le philosophe juif Philon d'Alexandrie applique la notion grecque d’aplestia, le « désir insatiable », à Sodome dont le nom est traduit par « stérilité » — rappelant le châtiment de Sodome, feu, sel et stérilité — et « aveuglement » qui évoque la cécité dont sont frappés les habitants qui veulent forcer la porte de Loth dans un contexte où Philon parle du vice de « gloutonnerie » et des vices d'insensibilité et d'insatiable désir qu'engendre l'ébriété. Enfin, dans le Nouveau Testament, l'épître de Jude, rédigé à la fin du Ier siècle, évoque « l'impudicité [et les] vices contre nature » auxquels se sont livrés les habitants de Sodome et Gomorrhe, à l'instar de certains anges rebelles qui ont quitté leur résidence céleste lui préférant les plaisirs terrestres, comme l’une des raisons de la destruction des deux villes.

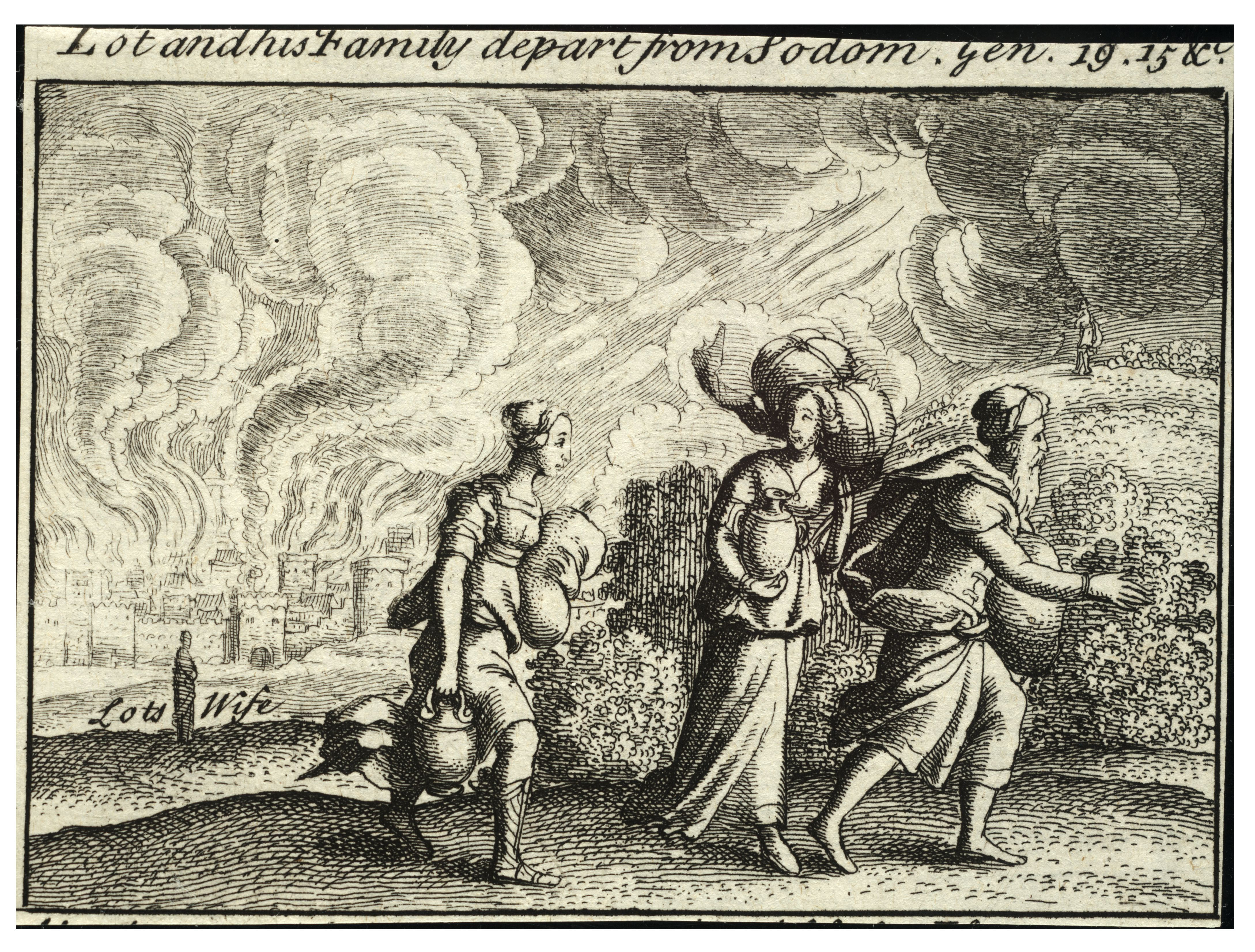
La fuite de Loth, gravure de Wenceslas Hollar, vers 1650.

Si l'on admet que le passage condamne le viol homosexuel, la condamnation de toute forme d'expression homosexuelle sur la base de ce passage sur les violences sexuelles est un pas supplémentaire : l'épisode s'est en effet progressivement imposé, principalement dans le christianisme, comme un traité anti-homosexuel, particulièrement à partir d'Augustin d'Hippone qui est le premier auteur à interpréter Genèse 19 pour faire de l'homosexualité un crime contre nature. Cette lecture va avoir des effets majeurs dans la législation et la civilisation judéo-chrétienne. Si l'homosexualité est déjà réprouvée et condamnée au Concile d'Ancyre (en) en 314, à partir du règne de l'empereur Théodose Ier, à la fin du IVe siècle, l'homosexuel sera condamné au bûcher, dans une loi du 6 août 390 promulguée par Théodose, Valentinien II et Arcadius et reprise dans le Code théodosien. Ces lois ne semblent pas avoir été appliquées avec rigueur et sont renforcées par Justinien dans ses novellae de 538 dans une liaison implicite avec l'épisode biblique de Sodome, probablement motivée par la crainte des tremblements de terre et des épidémies, alors qu'une série de catastrophes naturelles ont détruit plusieurs cités d'Asie mineure et d'Europe. En 543, une épidémie de peste ravage Constantinople et Justinien réitère la condamnation dans une novella qui nomme explicitement Sodome :

« Car, " instruits par les Saintes Écritures, nous savons que Dieu a prononcé un jugement mérité contre les hommes de Sodome à cause de la folie de leurs rapports, si bien qu'à ce jour leur terre brûle d'un feu interminable. Par ces choses, Dieu nous a instruits pour que, le sachant, nous puissions éviter un tel sort […]. Par conséquent, il appartient à tous ceux qui désirent craindre Dieu de s'abstenir d'une conduite si vile et si criminelle qu'on ne la rencontre même pas chez les bêtes sauvages" »

— Code Justinien, nov. 141.

### Influence du récit

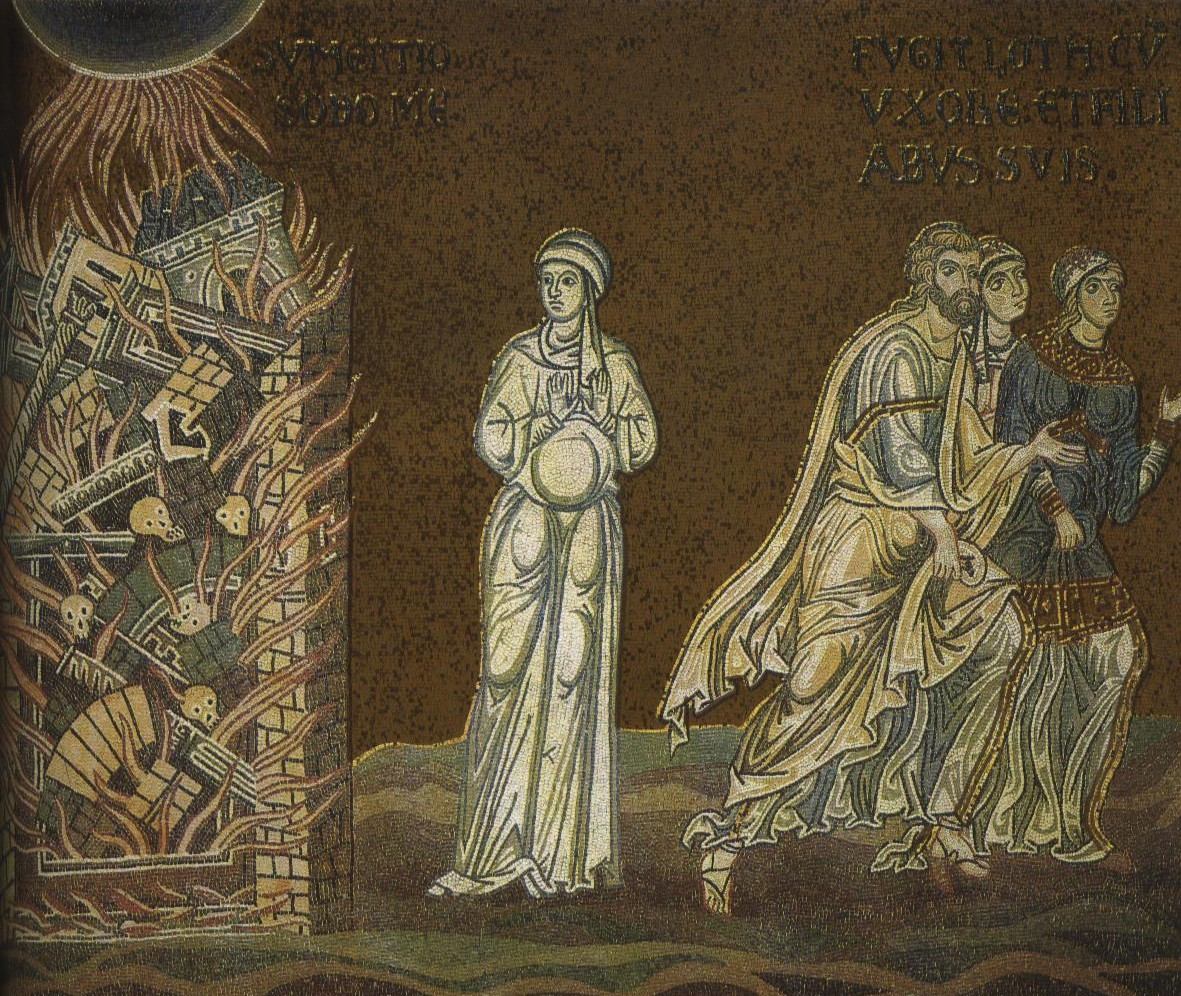
Mosaïque byzantine de Monreale.

Dans la tradition chrétienne, ces passages bibliques sont évoqués comme fondements de la condamnation de la sodomie et de l'homosexualité. L'interprétation chrétienne est utilisée par les traités d'éthique chrétienne qui se fondent sur cette lecture particulière du passage Genèse 19, et inspire la plupart des traités de droit criminel condamnant l'homosexualité jusqu'au XVIIIe siècle avec une rigueur inouïe.
Cette interprétation du texte biblique dans la société chrétienne a entretenu et continue parfois d'entretenir une confusion entre homosexualité masculine et sodomie alors même que ces deux questions ne sont pas nécessairement reliées. Cependant, de nos jours, de nombreux éthiciens et biblistes ne considèrent pas le passage de Genèse19 comme ayant une valeur probante pour le débat sur l'homosexualité dans le monde moderne dans la mesure où cela équivaudrait à condamner toutes les formes d'expression hétérosexuelle parce que le roi David s'est rendu coupable d'adultère avec Bethsabée, l'épouse d'Urie.
Dans la tradition juive, l'accent est davantage mis sur le caractère « égoïste » des Sodomites, et leur rejet de l'hospitalité : selon un midrash aggadique sur le sujet, la « clameur » est celle d'une jeune fille condamnée à être dévorée par les corbeaux pour avoir offert l'hospitalité à un étranger de passage.
C'est en ce sens aussi qu'il faut comprendre l'aphorisme du Traité des Pères (mishna 5:10) : « Ce qui est à moi est à moi, ce qui est à toi est à toi. C'est la voie de l'homme moyen, et certains disent : c'est la voie de Sodome. »

### Postérité du nom
Du nom de cette ville dérivent les termes « sodomie », « sodomisme », « sodomiste », « sodomiser » et « sodomite ». Appliqué au texte biblique de la Genèse, le terme homosexualité est évidemment anachronique puisque le terme moderne, inventé au XIXe siècle, s'accorde difficilement avec des textes aussi anciens. Dans l'usage contemporain, le mot sodomie est d'ailleurs reçu de manière différente en français, où il décrit le rapport anal, qu'il soit homosexuel ou hétérosexuel, alors qu'en anglais il décrit tout rapport sexuel à visée non-reproductive (comme la fellation) et en allemand un rapport sexuel avec les animaux.
Dans plusieurs langues, à l’époque moderne, le terme désigne métonymiquement soit l’amour masculin, soit encore le milieu homosexuel masculin. Par exemple, on trouve le passage suivant dans les Mémoires du marquis de Sourches :  ; dans les Mémoires du duc de Saint-Simon, en 1706, : « "Le Roi […] plein d’une juste, mais d’une singulière horreur pour tous les habitants de Sodome, et jusqu’au moindre soupçon de ce vice" ».
Le nom de Sodome fut repris par Marcel Proust (lui-même homosexuel), comme titre de parties de son roman À la recherche du temps perdu, parties publiées en 1922 et 1923 : Sodome et Gomorrhe, où il est justement question de l'homosexualité de Charlus et d'Albertine.
Le terme anglais de sodomite a connu une évolution comparable. Il est employé notamment par John Douglas (marquis de Queensberry), le père d'Alfred Douglas, dans ses accusations contre Oscar Wilde, mais avec une coquille : il écrit somdomite.

## Dans l'islam
Le Coran ne mentionne pas Sodome - pas plus que Gomorrhe - mais y fait allusion dans les récits présentant le personnage de Lût (Loth) dans une histoire dont le déroulement est assez proche, dans ses indications factuelles, de ce qui figure dans la Genèse. Il est seulement question de « cité de Lût » et des « villes renversées » concernant les villes avoisinantes, dans un récit qui, comparé au récit biblique, comporte assez peu de détails.
Dans le récit coranique, Lût prend néanmoins une autre stature que celle qui transparait au travers du récit biblique : évoluant dans le sillage d'Ibrahim (Abraham), Lût n'en a pas moins une magistrature spirituelle indépendamment de celui-ci, présenté comme un prophète et un « envoyé » (« rasoul ») d'Allah, qui lui confère une mission d'apostolat auprès d'une communauté déterminée. Ainsi, si les récits biblique et coranique sont similaires concernant le déroulement des évènements, la perspective de ce dernier est tout autre.
Quand dans la Bible Loth se rend à Sodome à la suite d'un différend avec Abraham, pour le Coran Lût s'y rend missionné par Allah pour rappeler la Loi divine à ceux qui la transgressent en pratiquant l'homosexualité, dans un message trans-historique et universel qui dispense de nommer précisément l'espace géographique où se déroulent les évènements.

### Récit coranique
Dans le Coran, la première mention du récit se trouve au chapitre 7, versets 80 à 84 :

« Et Lot, quand il dit à son peuple : « vous livrez vous à cette turpitude que nul, parmi les mondes, n'a commise avant vous ? Certes, vous assouvissez vos désirs charnels avec les hommes au lieu des femmes : Vous êtes bien un peuple outrancier. » Et pour toute réponse, son peuple ne fit que dire : « Expulsez-les de votre cité. Ce sont des gens qui veulent se garder purs ! » Or, Nous [Dieu] l'avons sauvé, lui et sa famille, sauf sa femme qui fut parmi les exterminés. Et Nous avons fait pleuvoir sur eux une pluie. Regarde donc ce que fut la fin des criminels. »

Les éléments qui trament le récit coranique se déroulent en trois phases. Dans un prélude, Ibrahim reçoit la visite de « messagers » d'Allah qui lui annoncent la naissance de son fils Isaac et la destruction de la « cité de Lût » dont ce dernier et sa famille seront épargnés, à l'exception de son épouse dont un verset explique qu'elle a « trahi » son époux,.
Ensuite, le récit présente une scène d'émeute provoquée par le fait que Lût a accueilli des « hommes » chez lui alors que l'hospitalité est proscrite dans la ville. Les habitants massés autour de la maison le somment alors de leur livrer ses hôtes tandis que Lût tente de les raisonner allant jusqu'à leur proposer, en vain, de prendre ses propres filles à la place des invités (ses filles = les femmes de son peuple). C'est alors que les messagers révèlent à Lût, en plein désarroi, leur vraie identité et la nature de leur mission, recommandant à celui-ci de fuir avec sa famille car la ville sera détruite à l'aube.
C'est ainsi qu'aux premières lueurs du jour, le peuple de Lût est détruit, la cité est « renversée » et victime d'une série de phénomènes atmosphériques qui participent à l'anéantissement de la ville : une « pluie » de « pierres d'argile » - préalablement « entassées » et « gravées » -, un « nuage chargé de cailloux » et enfin un « cri » habituellement assimilé au claquement de la foudre, dans une richesse de vocabulaire qui tranche avec l'aspect plutôt sobre du récit, même si la scène de châtiment n'est pas très descriptive.

### Récits postérieurs
À l'inverse de la relative sobriété du récit coranique, l'épisode va susciter de longs développements chez les commentateurs et les auteurs de Qisas al-anbiyâ, les recueils consacrés à l'histoire des prophètes pré-islamiques, qui n'hésitent pas à puiser dans la Bible et la littérature rabbinique pour enrichir l’épisode. C'est là qu'ils puisent notamment le lien de parenté entre Ibrahim et Lût mais aussi le nom des cités de la Pentapole dont les noms varient selon les auteurs, à l'exception de celui de Sodome. Tous les commentateurs s'accordent également pour dire que les « envoyés » tant auprès d'Ibrahim que de Lût sont des anges.
Une tradition absente tant du Coran que de la Bible, qui remonte à Abdullah ibn Abbas explique que Sodome ne serait détruite que si Lût témoignait à quatre reprises contre son peuple, ce qu'il aurait fait devant les anges. Les commentateurs cherchent également à préciser la nature de la trahison de l'épouse de Lût, qui aurait dénoncé la présence des visiteurs de son mari. L'épisode de l'émeute populaire retient l'attention des exégètes qui, s'inspirant d'un court passage coranique - qui dit « et nous avons frappé leurs yeux de cécité » - et de la Genèse indiquent que quelques individus pénètrent dans la maison de Lût mais sont repoussés par les anges qui les aveuglent.
Mais les questions qui retiennent particulièrement l'attention des commentateurs sont d'abord celle de savoir pourquoi le châtiment divin a touché indistinctement les hommes et les femmes, à quoi il est répondu que ces dernières s'adonnaient également à l'homosexualité ; ensuite celle du sort des individus absents de la ville au moment de sa destruction, ce à quoi les commentaires expliquent qu'ils ont été frappés là où ils se trouvaient par les mêmes pierres, en toute équité.
Certaines traditions concernant la Dâbba (la Bête eschatologique) font surgir cette dernière de Sodome plutôt que, suivant la plupart des traditions, de la Mecque.

## Localisation et hypothèses historiques

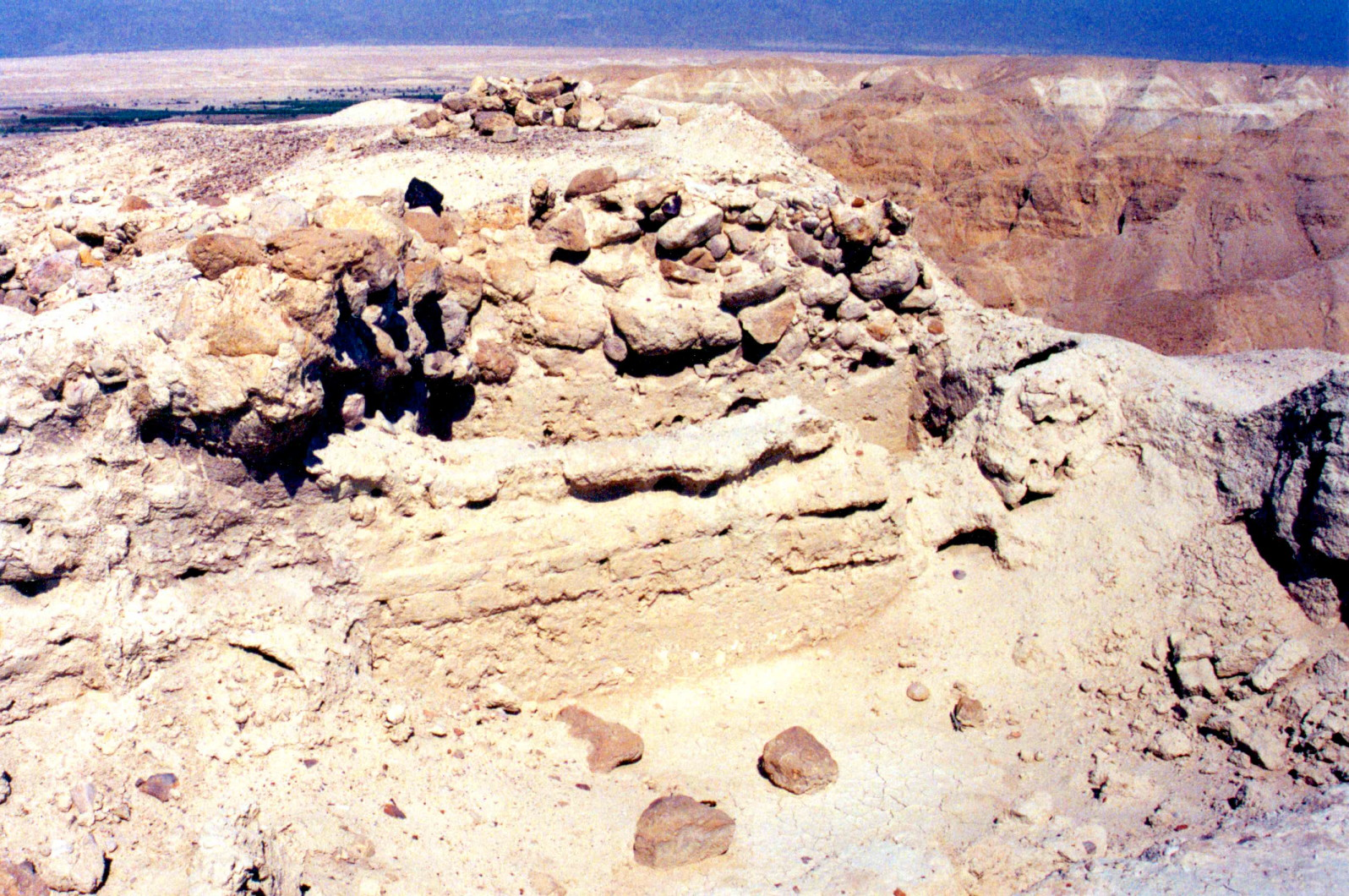
Vestige d'un mur de brique sur le site archéologique de Bab edh-Dhra.

La tradition biblique situe les villes de Sodome et Gomorrhe au sud de la mer Morte, dans l'actuelle Jordanie, mais leur localisation reste à l'état d'hypothèse : le texte biblique indique « à proximité d'une plaine et d'une mer de sel (qui suggère la mer Morte), dans une région alors florissante, verdoyante ».
Les archéologues s'accordent pour dire qu'il semble y avoir eu un phénomène de régression de la civilisation urbaine en Palestine vers le milieu du troisième millénaire avant notre ère, dû principalement à un assèchement des terres, les villes étant alors abandonnées et leurs habitants se tournant vers un mode de vie pastoral, nomade ou villageois.
On a notamment proposé la localisation de Sodome sur le site archéologique de Bab edh-Dhra (en), en Jordanie : une cité-forteresse de l'âge du bronze d'un millier d'habitants, entre 3200 et 1900 avant notre ère. Mais il semble que cette ville fut abandonnée progressivement, et il n'y fut pas découvertes de traces majeures d'incendie.
La poursuite des fouilles dans la région permit la découverte de vestiges de quatre autres villes, près du plateau jordanien, occupées vers la même époque et dont une, Numeira, porte les traces d'une destruction brutale due à un tremblement de terre accompagné d'un violent incendie.
Diverses hypothèses ont été avancées pour expliquer leur destruction de Sodome et Gomorrhe pour peu qu'elles aient existé :
- Elles auraient été détruites par un tremblement de terre ; le sol de la région étant riche en hydrocarbures, du bitume contenu en sous-sol aurait jailli pendant le séisme et se serait enflammé[64].
- En 2019, Tall el-Hammam, une ville de l'âge du bronze moyen dans le sud de la vallée du Jourdain, au nord-est de la mer Morte, détruite vers -1700, aurait également été identifiée comme correspondant probablement à la Sodome biblique, ayant été rasée sur 500 m2 et ses cultures rendues infertiles par une probable explosion météoritique dans l'atmosphère avec une énergie environ 1 000 fois supérieure à celle de la bombe atomique d'Hiroshima[65]. L'hypothèse de la destruction par une météorite est soutenue en septembre 2021 par un chercheur de l'université du Nord de l'Arizona et connait une large diffusion[66]. Elle est notamment relayée par une chercheuse de l'université de Californie à Santa Barbara qui précise toutefois qu'il « n'y a aucune preuve scientifique que cette ville détruite est bien la Sodome de l'Ancien Testament », mais que la catastrophe supposée a pu servir de point de départ à une tradition orale ayant pu inspirer les récits bibliques de la destruction de Sodome et Gomorrhe ou encore celui de la destruction de Jéricho[67]. L'hypothèse est cependant discréditée quelques mois plus tard car il apparaît que les photos l'appuyant ont été truquées pour aller dans le sens des preuves, plusieurs des co-signataires de l'article défendant une approche inerrantiste, tentant de faire coïncider les faits historiques ou scientifiques avec la Bible[66].

## Dans les arts plastiques
- La Destruction de Sodome et Gomorrhe, tableau de John Martin

Le thème de la destruction de Sodome et de la fuite de Loth ont souvent été utilisés dans la culture populaire[précision nécessaire] et ont inspiré de nombreux artistes dans leurs créations, à l'instar de Pierre-Paul Rubens, Jan Brueghel l'Ancien, Gillis Mostaert, Véronèse...

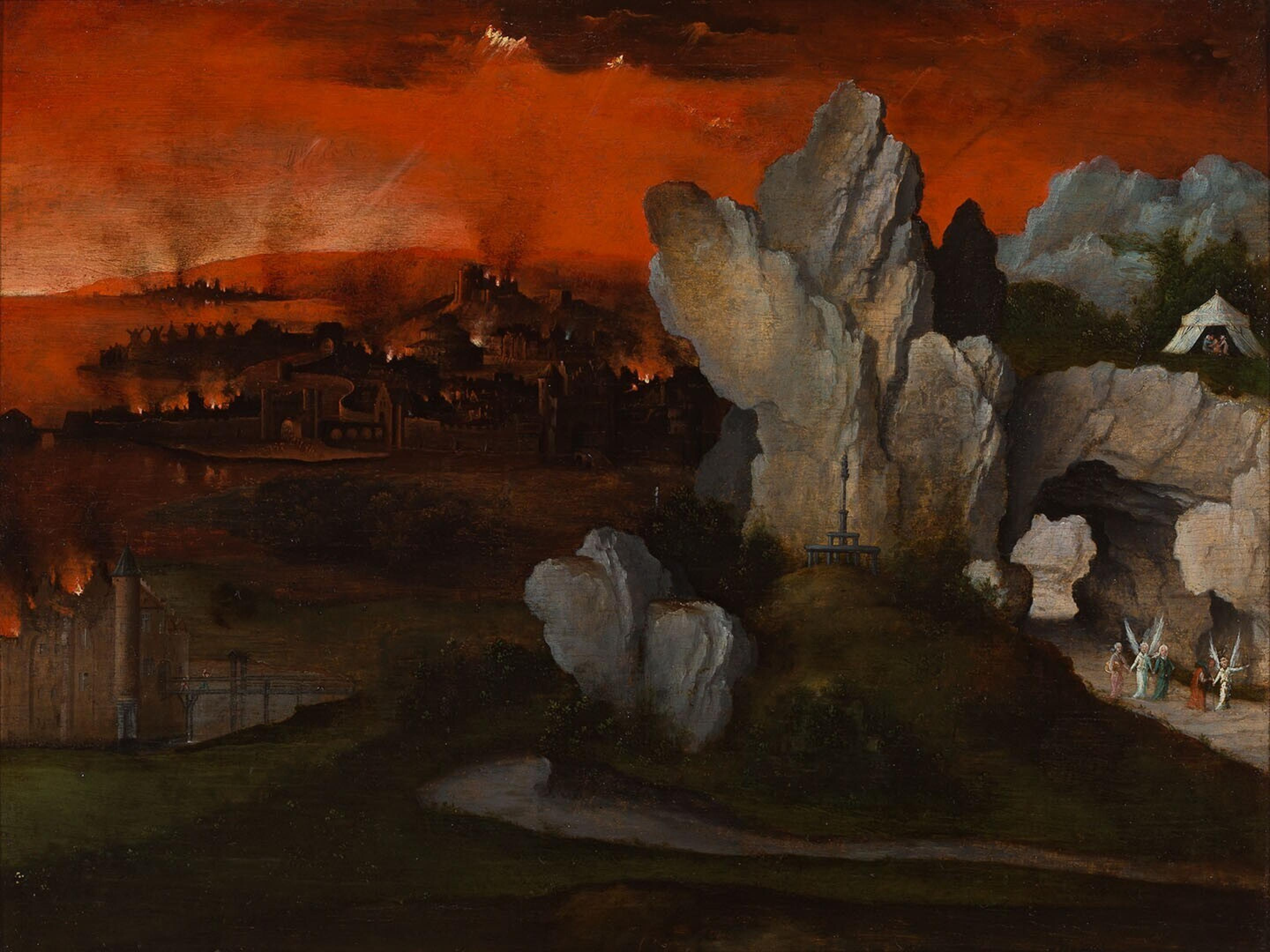
Joachim Patinier, XVIe siècle.
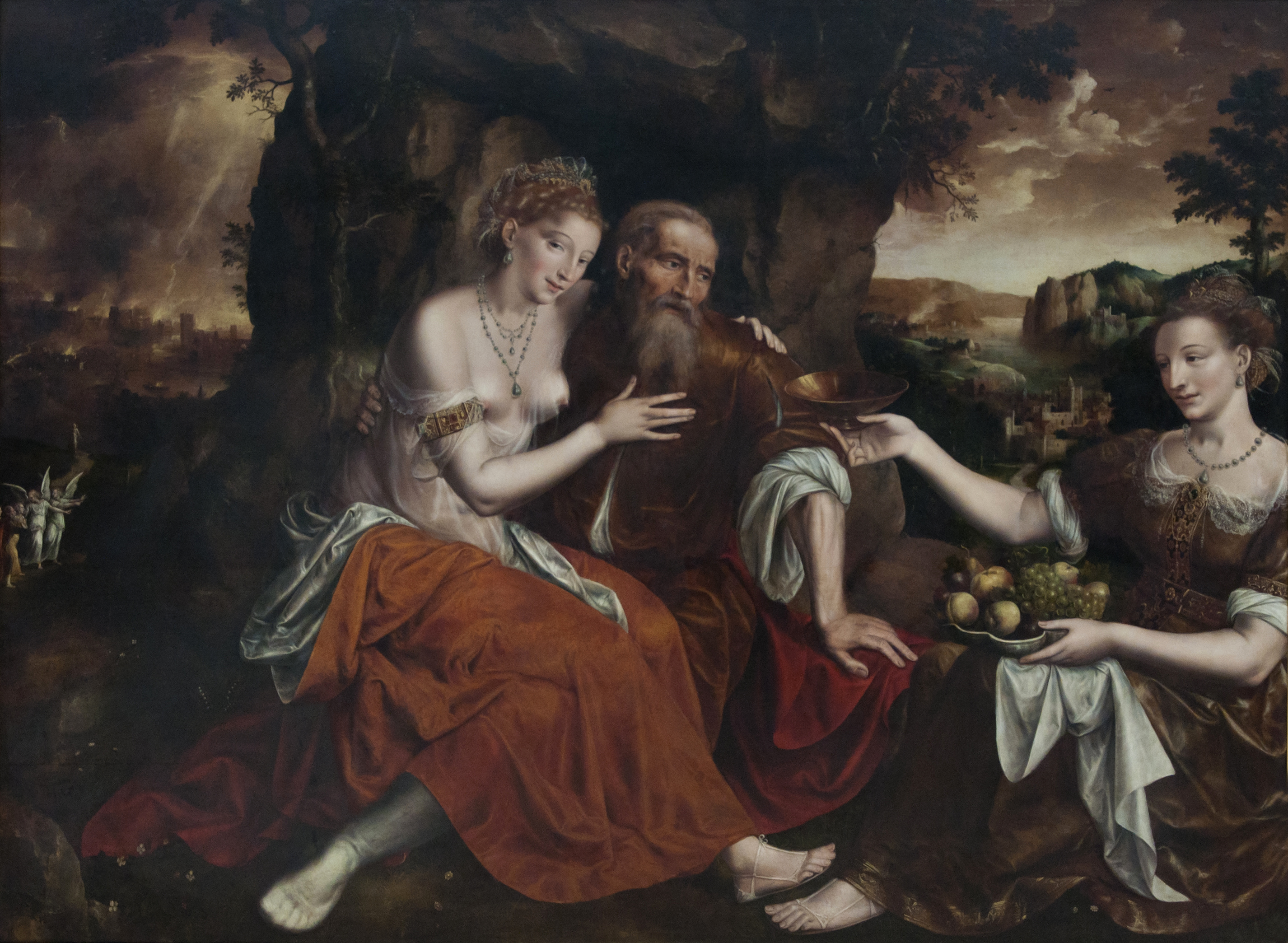
Jan Matsys, 1565
Gillis Mostaert, Sodome en feu, circa 1580.
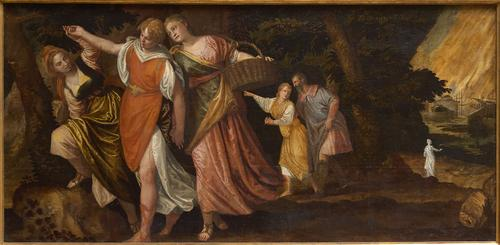
Paul Véronèse, 1585.
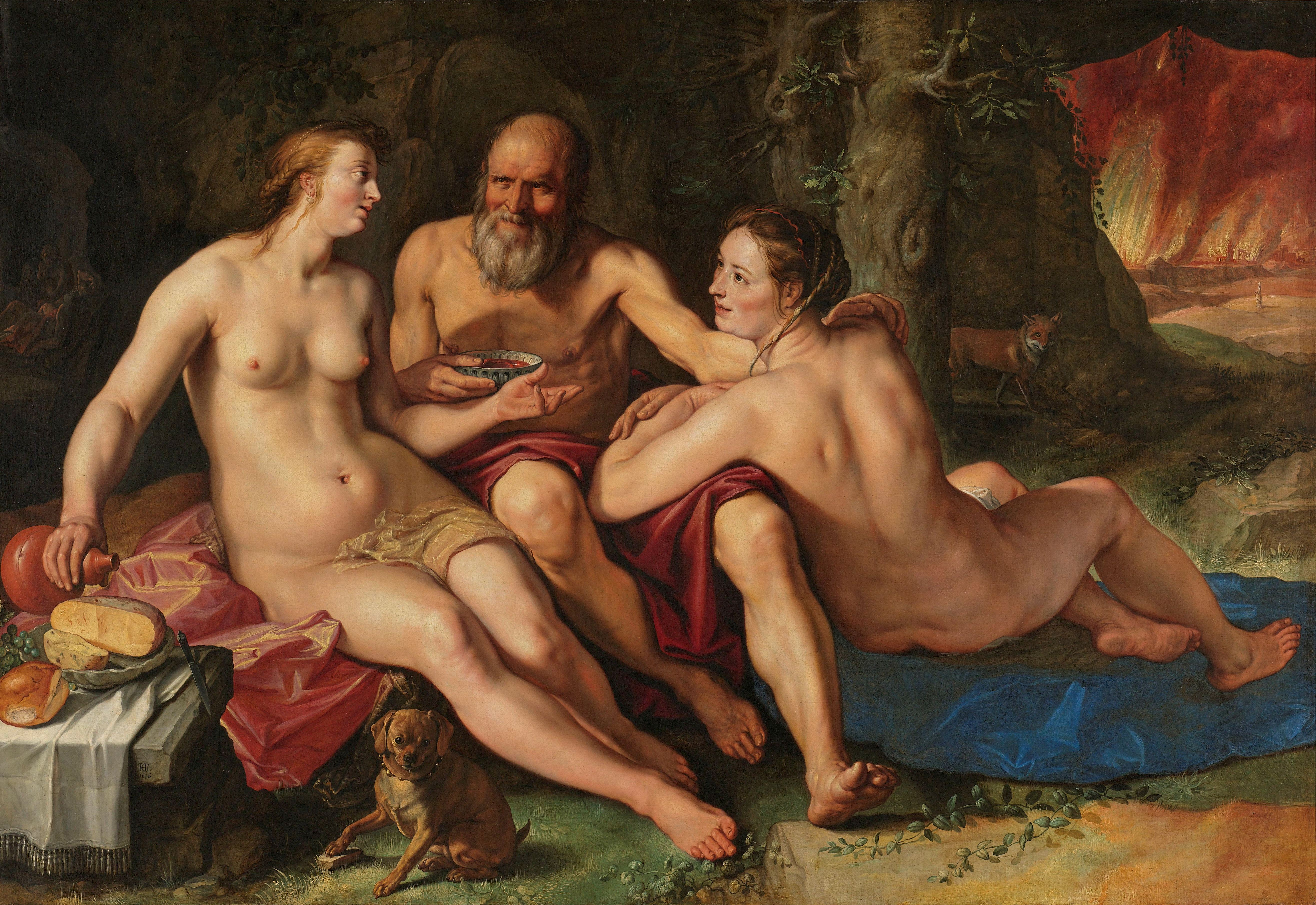
Hendrick Goltzius, 1616.
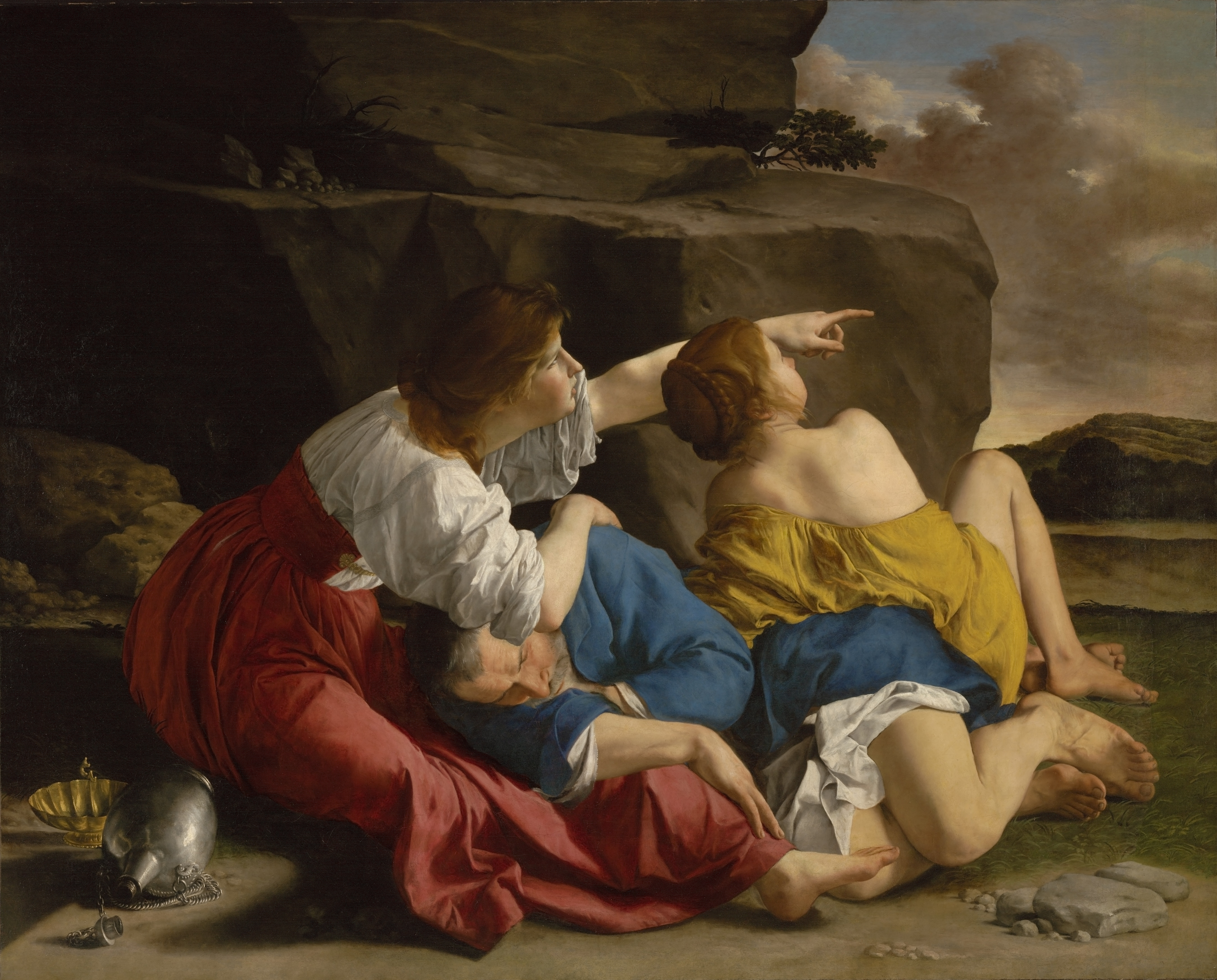
Orazio Gentileschi, 1621.
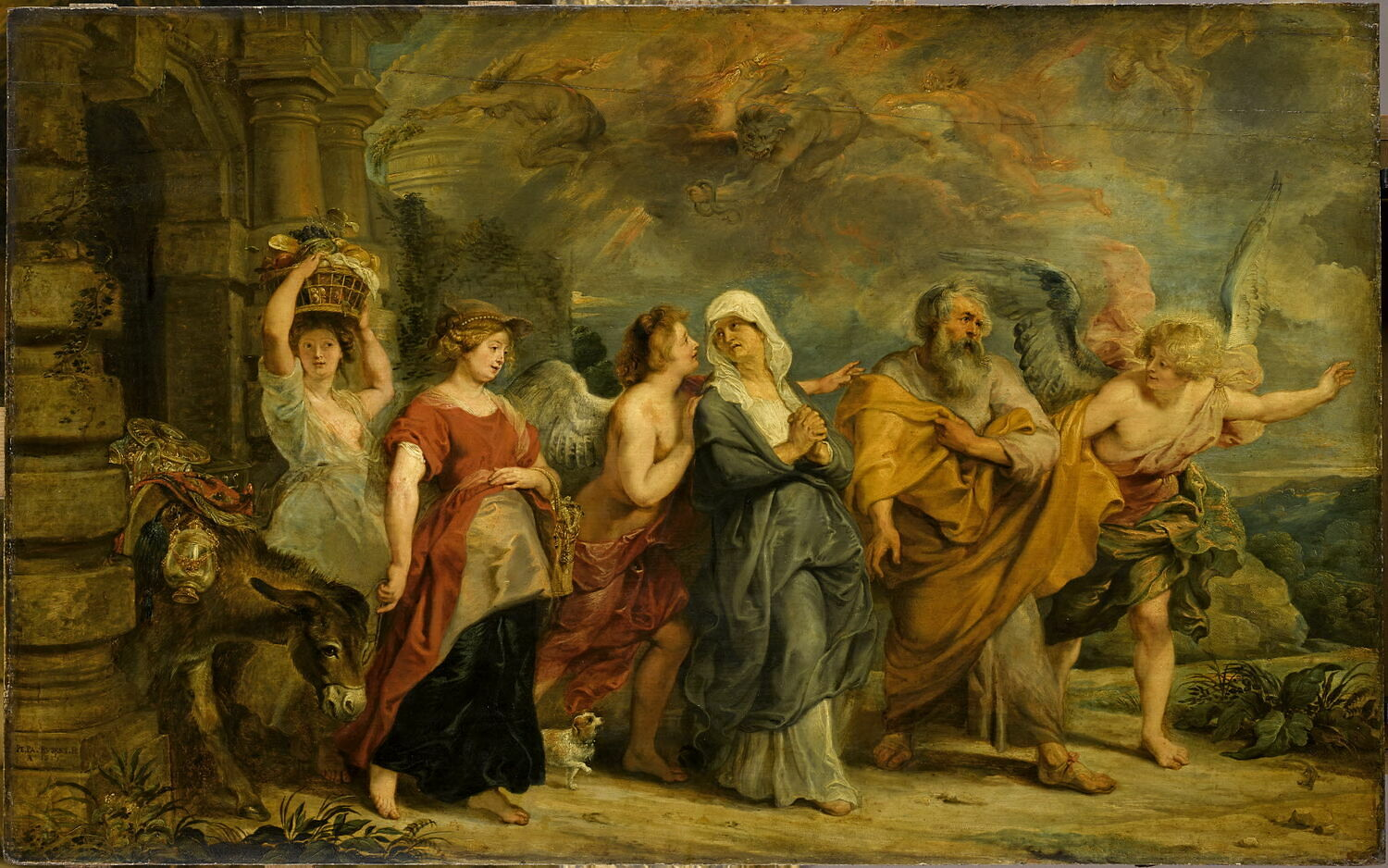
Pierre-Paul Rubens, 1625.
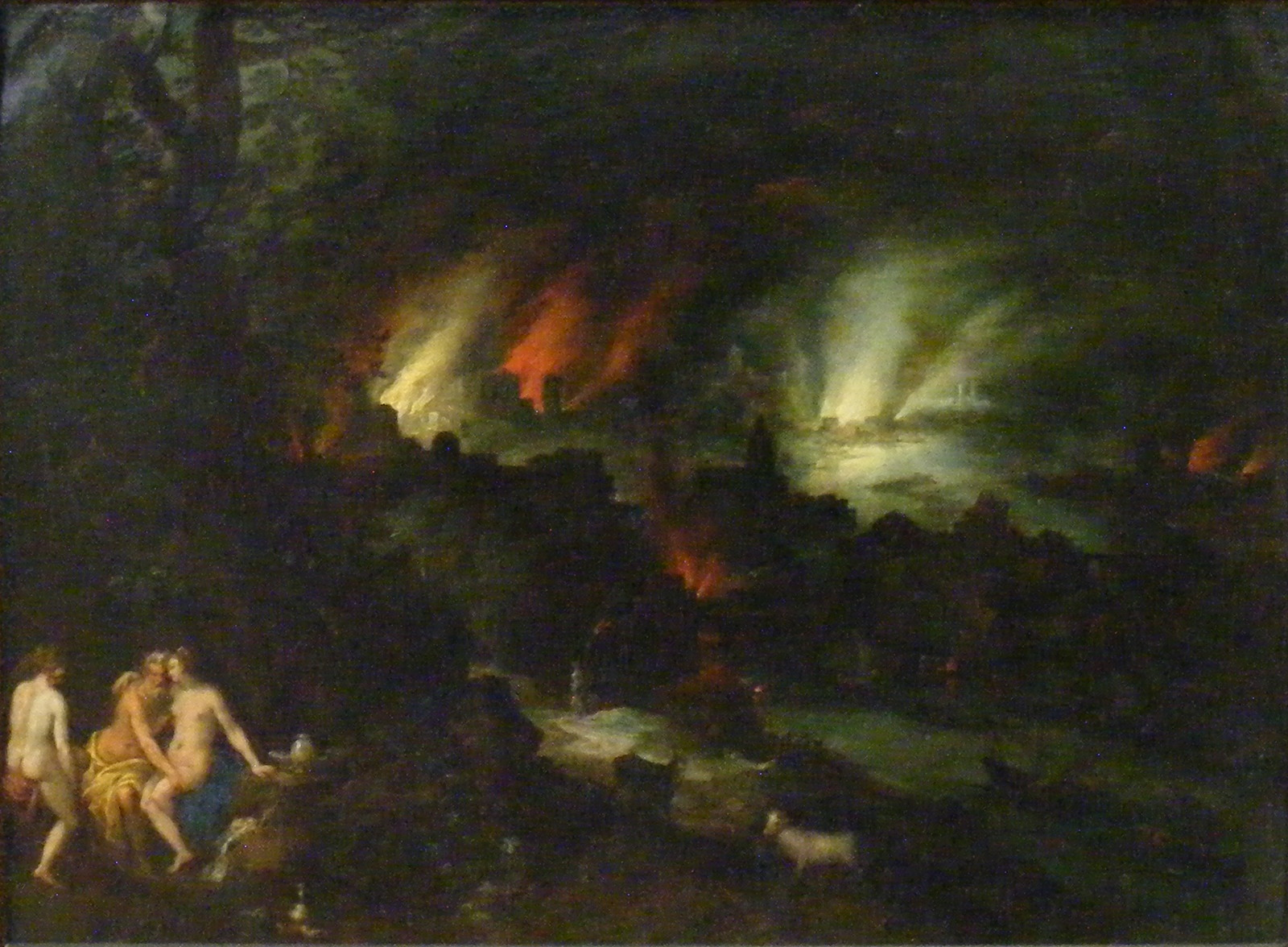
Jan Brueghel l'Ancien, XVIIe siècle.
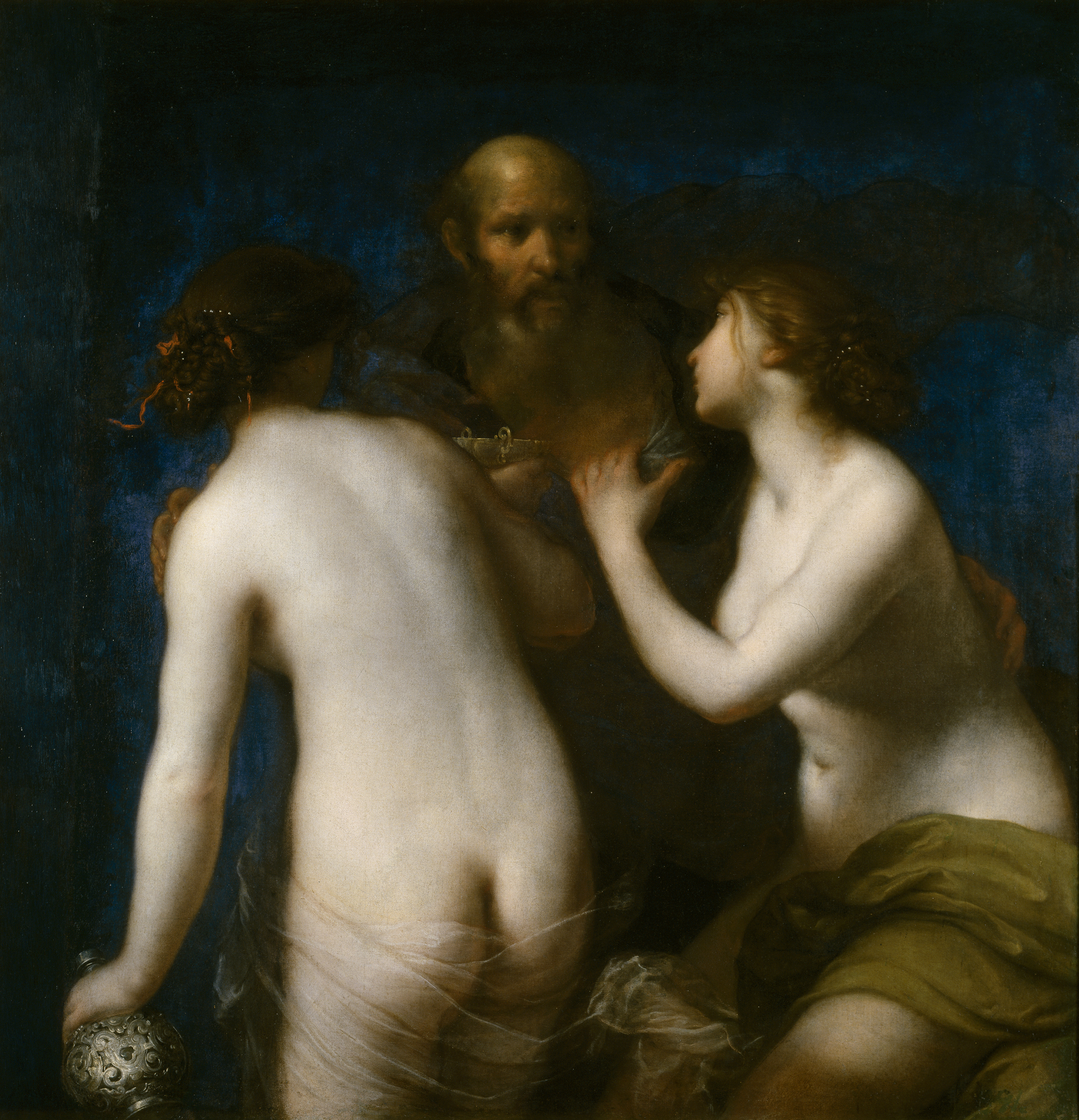
Francesco Furini, vers 1640.
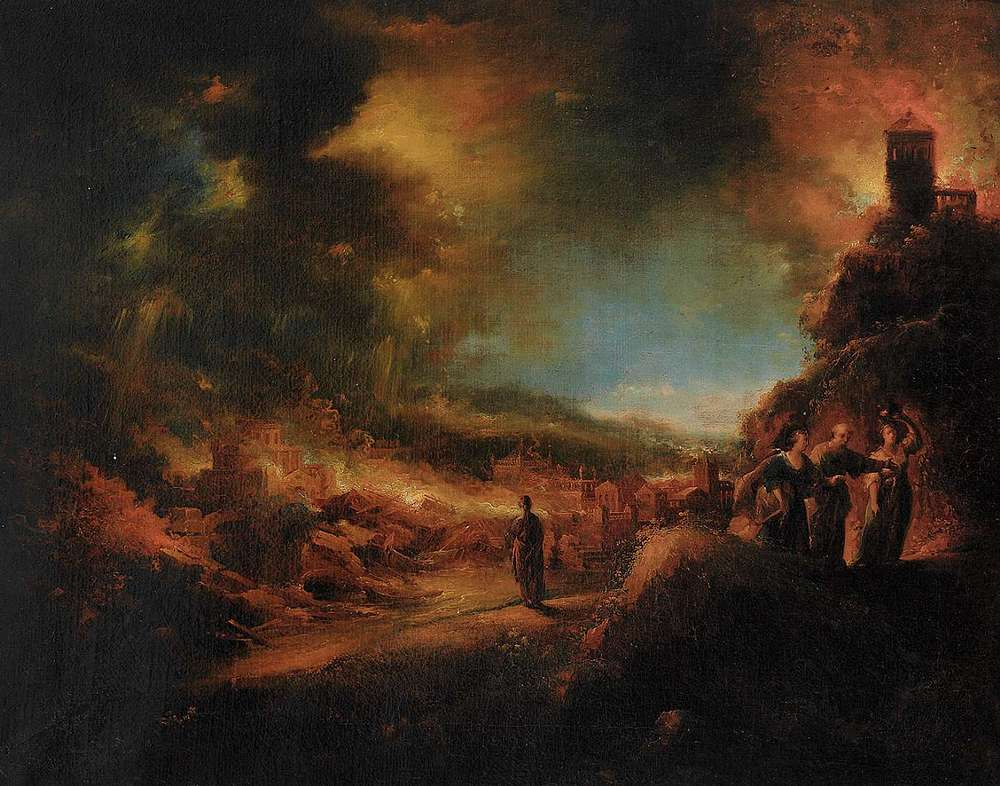
Johann Georg Trautmann, XVIIIe siècle.
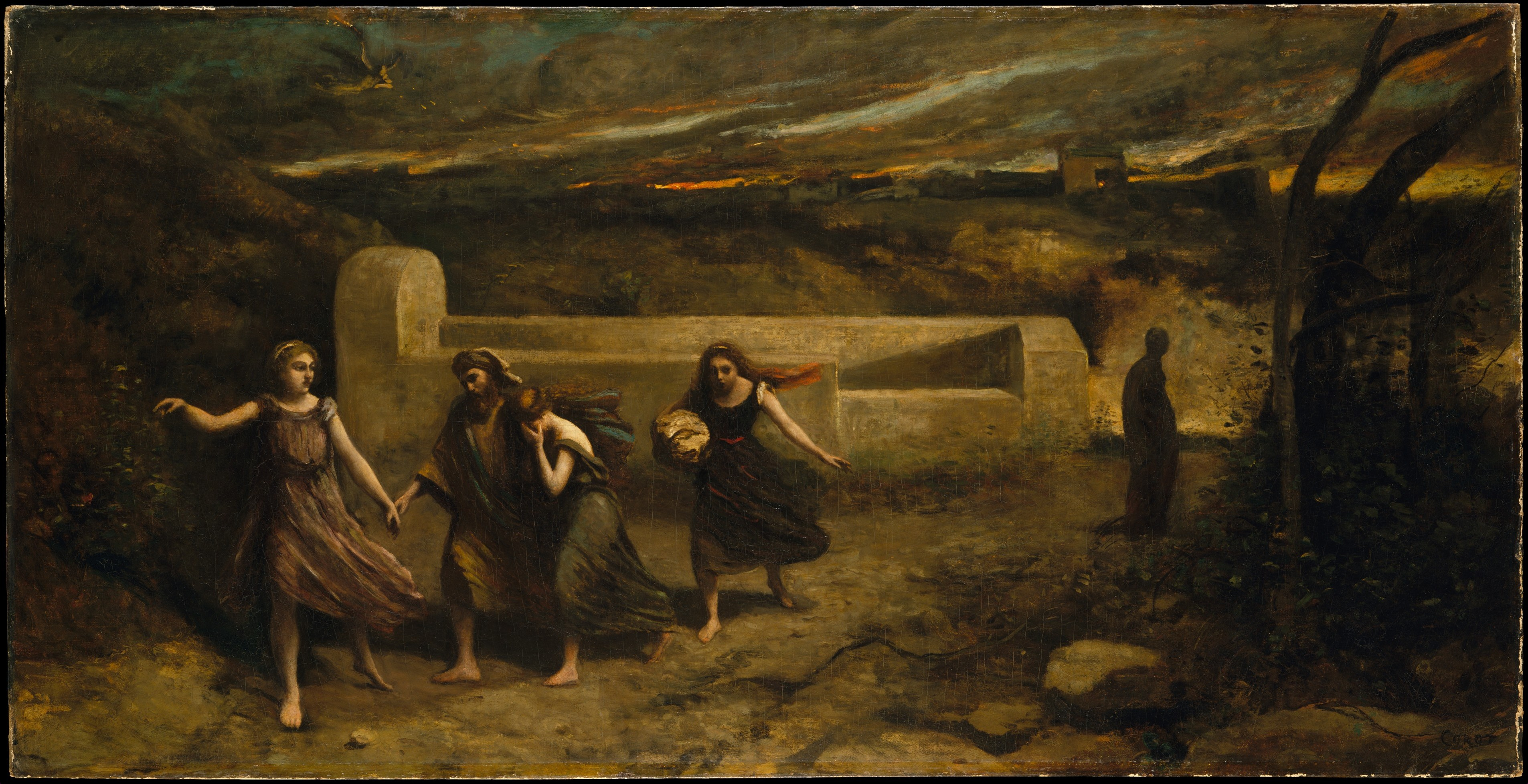
L'Incendie de Sodome Camille Corot, 1843 Metropolitan Museum of Art, New York.
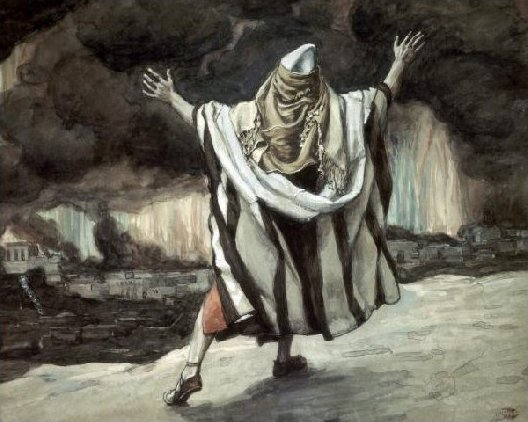
James Tissot, vers 1900.
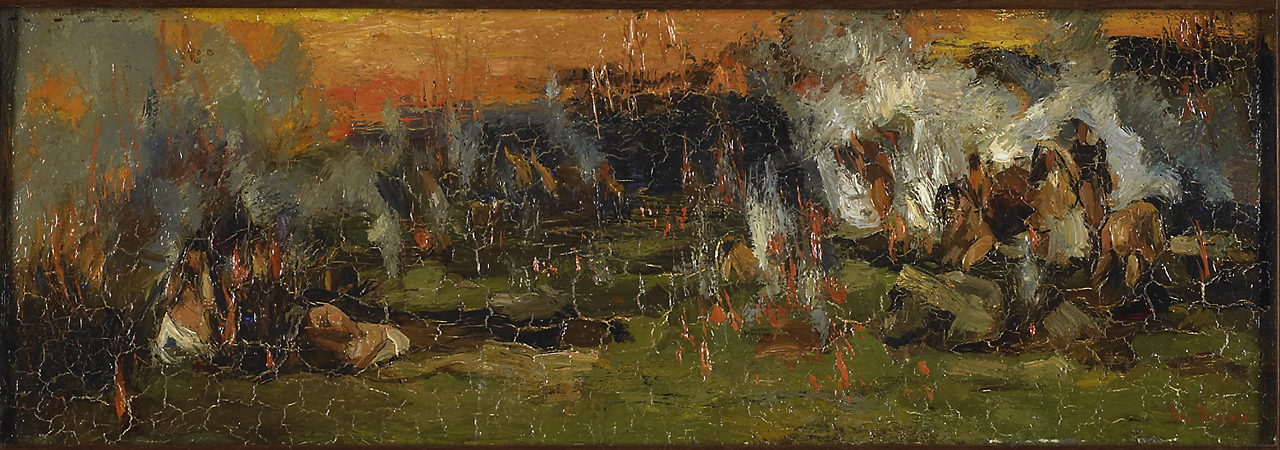
Willem de Zwart, vers 1920.